# Повіт Кіта (Ехіме)
Пові́т Кіта́ (яп. 喜多郡, きたぐん, МФА: [kʲi̥ta guɴ]) — повіт в префектурі Ехіме, Японія. Станом на 1 липня 2012 року його площа становила 30,42 км². Населення складало 7479 осіб, а густота населення — 246 осіб/км². До складу повіту входить містечко Учіко.